# 丸智之
丸 智之（まる ともゆき）は、日本の漫画家。主に『月刊少年ガンガン』（スクウェア・エニックス）にて活動。

## 作品リスト

### 連載
- トライピース（『月刊少年ガンガン』2008年2月号 - 2011年9月号）
- 伝説の竜装騎士は田舎で普通に暮らしたい 〜SSSランク依頼の下請け辞めます！〜（原作：タック[1]、『ガンガンONLINE アプリ版』2019年12月 - 2021年9月）
- 【翻訳】の才能で俺だけが世界を改変できる件〜ハズレ才能【翻訳】で気付けば世界最強になってました〜（原作：蒼乃白兎、『ガンガンONLINE アプリ版』2022年5月21日[2] - 2024年6月15日[3]） - 有料先行は2024年4月20日。
- 捕食者系魔法少女（原作：バショウ属バショウ科、『ガンガンONLINE アプリ版』2024年11月3日[4] - 連載中） - 通常更新は2024年11月17日から。

### 読み切り
- オリーブとデイジー（『月刊少年ガンガン』2007年2月号）

### 書籍
- 『トライピース』、スクウェア・エニックス〈ガンガンコミックス〉2008年 - 2011年、全11巻
- 『伝説の竜装騎士は田舎で普通に暮らしたい 〜SSSランク依頼の下請け辞めます！〜』、原作：タック、スクウェア・エニックス〈ガンガンコミックスONLINE〉2020年 - 2021年、全4巻
- 『【翻訳】の才能で俺だけが世界を改変できる件〜ハズレ才能【翻訳】で気付けば世界最強になってました〜』、原作：蒼乃白兎、スクウェア・エニックス〈ガンガンコミックスONLINE〉2023年 - 2024年、全4巻
- 『捕食者系魔法少女』、原作：バショウ属バショウ科、スクウェア・エニックス〈ガンガンコミックスONLINE〉2025年 - 、既刊1巻（2025年5月12日現在）